# Haploskupina K (mtDNA)
Haploskupina K je haploskupina lidské mitochondriální DNA.
Haploskupina K se vyčlenila před zhruba 50 000 lety z haploskupiny R. Sestává z několika podskupin, které osídlily různé kouty světa. Dávný vznik se odrazil na jejím značném rozšíření, které zahrnuje Evropu, Severní Afriku, Indii, Arábii, severní oblasti Kavkazu a Blízký Východ. Zatímco někteří členové zamířili severně do Skandinávie nebo jižně do Severní Afriky, většina skupiny překročila Kavkaz a usídlila se ve stepích okolo Černého moře. Haploskupinu K sdílí dle odhadů přes 3 mil. lidí.
Přibližně 32 % osob patřících do linie židů východního ritu jsou nositeli haploskupiny K. Mají 6 větví K, které se nazývají K1a1b1*, K1a1b1a, K1a4a, K1a9, K2a* a K2a2a1.
Někteří etničtí Češi mají haploskupiny K1a4b, K1c, K2 a K2a.
Haploskupiny, které byly nalezeny v dávných dobách na území České republiky zahrnují K1a1b2a1a, K1a1b2a2, K1a2c2a1, K1a3a3, K1a4a1, K1a26, K1c1, K1c2, K2a5 a K2a6.
Analýzou mtDNA Ötziho, zmrzlé mumie z doby 3300 př. n. l., nalezené na rakousko-italské hranici, se zjistilo, že Ötzi patří k podskupině K1. Nelze jej však zařadit do žádné ze tří v současnosti známých větví této podskupiny.
Bryan Sykes použil ve své knize Sedm dcer Eviných pro zakladatelku haploskupiny K jméno Kateřina.
| Fylogenetický strom haploskupin lidské mitochondriální DNA (mtDNA) |                                      |      |      |      |      |      |      |      |      |      |      |      |      |      |    |    |        |        |   |   |   |   |   |   |   |  |   |   |   |   |  |  |  |  |    |    |    |
|                                                                    | Poslední společný předek (mtDNA) (L) |      |      |      |      |      |      |      |      |      |      |      |      |      |    |    |        |        |   |   |   |   |   |   |   |  |   |   |   |   |  |  |  |  |    |    |    |
| L0                                                                 | L1–6                                 | L1–6 | L1–6 | L1–6 | L1–6 | L1–6 | L1–6 | L1–6 | L1–6 | L1–6 | L1–6 | L1–6 | L1–6 | L1–6 |    |    |        |        |   |   |   |   |   |   |   |  |   |   |   |   |  |  |  |  |    |    |    |
| L0                                                                 | L1                                   | L2   |      |      |      | L3   | L3   | L3   | L3   | L3   | L3   | L3   | L3   | L3   | L3 | L3 | L3     | L3     |   |   |   |   |   |   |   |  |   |   |   |   |  |  |  |  | L4 | L5 | L6 |
| L0                                                                 | L1                                   | L2   | M    | M    | M    | M    | M    | M    | M    | N    | N    | N    | N    | N    | N  |    |        |        |   |   |   |   |   |   |   |  |   |   |   |   |  |  |  |  | L4 | L5 | L6 |
| L0                                                                 | L1                                   | L2   | CZ   | CZ   | D    | E    | G    | Q    |      | O    | A    | S    | R    | R    | R  | R  | R      | R      | R | R | R | R | R | R | R |  | I | W | X | Y |  |  |  |  | L4 | L5 | L6 |
| L0                                                                 | L1                                   | L2   | C    | Z    | D    | E    | G    | Q    | B    | O    | A    | S    | F    | R0   | R0 |    | pre-JT | pre-JT |   |   | P | P |   | U |   |  | I | W | X | Y |  |  |  |  | L4 | L5 | L6 |
| L0                                                                 | L1                                   | L2   | C    | Z    | D    | E    | G    | Q    | B    | O    | A    | S    | F    | HV   | HV | JT | JT     | K      |   |   | P | P |   |   |   |  | I | W | X | Y |  |  |  |  | L4 | L5 | L6 |
| L0                                                                 | L1                                   | L2   | C    | Z    | D    | E    | G    | Q    | B    | O    | A    | S    | F    | H    | V  | J  | T      | K      |   |   | P | P |   |   |   |  | I | W | X | Y |  |  |  |  | L4 | L5 | L6 |